# هگزاکلروپلاتینات سدیم
هگزاکلروپلاتینات سدیم (به انگلیسی: Sodium hexachloroplatinate) با فرمول شیمیایی Na۲PtCl۶ یک ترکیب شیمیایی است. که جرم مولی آن 453.78 g/mol (anhydrous)
561.87 g/mol (hexahydrate) می‌باشد. شکل ظاهری این ترکیب، بلورهای جامد نارنجی است.